# Jason Pryor
Jason Pryor (né le 26 septembre 1987 à Cleveland) est un escrimeur américain, spécialiste de l'épée.
Il est originaire de South Euclid dans l'Ohio.
Il remporte les Championnats panaméricains de 2015 par équipes et termine 5e en individuel, après avoir remporté le titre américain en individuel et en équipe la même année. En 2014, il avait obtenu la médaille de bronze des Championnats panaméricains, à la fois en individuel et par équipes.